# Украинское (Барский район)
Украинское (укр. Українське) — село на Украине, находится в Барском районе Винницкой области.
Бывшее название — Романки.
Дата основания посёлка точно не известна, но он уже был обозначен на трёхвёрстной военной топографическая карта Российской империи (карте Шуберта — Тучкова), топографические съёмки для которой проводились начиная с 1846 года.
Код КОАТУУ — 0520255309. Население по переписи 2001 года составляет 410 человек. Почтовый индекс — 23053. Телефонный код — 4341.
Занимает площадь 1,696 км².
В селе действует храм Архистратига Божьего Михаила Барского благочиния Винницкой и Барской епархии Украинской православной церкви.

## Адрес местного совета
23053, Винницкая область, Барский р-н, пгт. Копайгород, ул. Ленина.